# Civilna policija Rio de Janeiro
Civilna policija Rio de Janeiro (portugalski: Polícia Civil do Estado do Rio de Janeiro) je policijska služba javne uprave grada Rio de Janeiro. Broji oko 10.000 policijskih i administrativnih službenika. Glavna zadaća civilne policije je provođenje kriminalističkih istraga na području grada Rio de Janeiro. Osnovana je 1808. godine. Podređena je vladi, a s njom upravlja šef policije.

## Uloga i funkcija
Civilna policija ima važnu ulogu prevencije i represije kriminala za područje grada Rio de Janeiro. To područje uključuje sami centar grada i sva predgrađa, odnosno urbano područje grada. Svaka policijska postaja kontrolirana je od strane policijskog delegata, ureda šefa policije i ostalih sigurnosnih službi Brazila.
Istrage i terenske operacije civilne policije Rio de Janeira, poput oružanih intervencija, ubojstava i zlouporabe narkotika potpomognute su od strane specijalnih jedinica (CORE) koje su posebno obučene za krizne i zahtjevne situacije.

## Oružje i oprema
| Model oružja        | Vrsta oružja                    |
| ------------------- | ------------------------------- |
| Heckler & Koch PSG1 | Snajperska poluautomatska puška |
| AK-47               | Jurišna puška                   |
| FN FAL              | Poluautomatska puška            |
| Heckler & Koch G3   | Automatska puška                |
| M16                 | Jurišna puška                   |
| IMBEL MD97          | Jurišna puška                   |
| IMBEL MD            | Jurišna puška                   |
| AR-15               | Jurišna puška                   |
| CAR-15              | Jurišna puška                   |
| Ruger Mini-14       | Karabin                         |
| Heckler & Koch MP5  | Automatska puška                |
| Glock 17            | Poluautomatski pištolj          |